# سانت سير إكول
سانت سير إكول (Saint-Cyr-l'École) بلدية تقع في الضواحي الغربية لمدينة باريس عاصمة فرنسا .

## أعلام
- مدام دو مانتينون
- فريديريك قروس
- سيلفان مونسورو